# Kreis Ahaus
Kreis Ahaus is een voormalig Kreis in het Duitse Regierungsbezirk Münster in achtereenvolgens de Pruisische provincie Westfalen en vanaf 1946 de deelstaat Noordrijn-Westfalen.
Van 1816 tot 1969 was de benaming Landkreis Ahaus.
Bij de gemeentelijke herindeling van 1975 werden het toenmalige Kreisen Ahaus en Borken en steden Bocholt en Isselburg (uit de Kreis Rees) en de gemeenten Erle (uit de Kreis Recklinghausen) en Gescher (uit de Kreis Coesfeld) samengevoegd tot het huidige Kreis Borken, dat rechtsopvolger is van de Kreisen Ahaus en Borken.

## Geschiedenis
De Kreis werd gevormd binnen het gebied van het voormalige Bisdom Münster uit delen van de oude Ämter Ahaus en Horstmar. De grenzen van de Kreis bleven tot 1858 oonstant.

## Steden en gemeenten
Bij de oprichting in 1816 bestond de Kreis uit de steden Ahaus, Gronau, Stadtlohn en Vreden; en uit de kerspels Alstätte, Ammeloe, Asbeck, Eggerode, Epe, Heek, Legden, Nienborg, Ottenstein, Schöppingen, Stadtlohn en Oeding.
De Kreis bestond uit de volgende steden en gemeenten:

### Steden en gemeenten
1. Ahaus
2. Epe
3. Gronau (Westf.)
4. Schöppingen
5. Stadtlohn
6. Vreden

### Ämter en gemeenten
1. Amt Ammeloe (opgeheven op 1 november 1934)
  1. Ammeloe (tot 30 juni 1969, daarna gefuseerd met de stad Vreden)
2. Amt Epe (opgeheven op 1 november 1934)
3. Amt Legden (opgeheven op 30 juni 1969)
  1. Asbeck
  2. Legden
4. Amt Nienborg (opgeheven op 30 juni 1969)
  1. Heek
  2. Nienborg, Wiegbold
5. Amt Schöppingen (opgeheven)
  1. Eggerode
  2. Kirchspiel Schöppingen
  3. Schöppingen, Wiegbold
6. Amt Stadtlohn (opgeheven op 30 juni 1969)
  1. Almsick
  2. Estern-Büren
  3. Hengeler-Wendfeld
  4. Hundewick
  5. Oeding
  6. Südlohn, Wiegbold
  7. Wessendorf
7. Amt Ottenstein (opgeheven op 30 april 1934)
  1. Alstätte
  2. Ottenstein
8. Amt Wessum (opgeheven op 31 december 1974)
  1. Alstätte
  2. Ottenstein
  3. Wessum
9. Amt Wessum-Ottenstein (opgeheven)
  1. Alstätte
  2. Ottenstein
  3. Wessum
10. Amt Wüllen (opgeheven op 30 juni 1969)
  1. Ammeln (annexatie door de stad Ahaus op 30 juni 1969)
  2. Wüllen (annexatie door de stad Ahaus op 30 juni 1969)

## Bestuurlijke herindelingen
- 01-05-1935: Fusie van de Ämter Ottenstein en Wessum naar het nieuwe Amt Wessum-Ottenstein.
- 31-12-1974: Fusie van Ahaus en de gemeenten Alstätte, Dorf Ottenstein en Wessum tot de nieuwe Stadt Ahaus. Opheffing van het Amt Wessum.[1]